# Kris Moran
Kris Moran (...) è una scenografa statunitense.

## Filmografia
Tra i suoi film più noti abbiamo After School, Hotel Chevalier e Two Gates of Sleep. I generi su cui ha lavorato sono Commedia, Drammatico, Mistero e Romantico.

## Riconoscimenti
Nel 1999 ha vinto con Ryan Webb il Los Charales Award categoria miglior cortometraggio per The Bus Stop Movie all'Ajijic International Film Festival.